# 세키가하라 전투
세키가하라 전투(関ヶ原の戦い, Sekigahara no tatakai)는 1600년 10월 21일 일본 기후현 세키가하라에서 벌어진 일본사에서 결정적인 전투이다. 이 전투에서는 당시 일본의 양대 세력이 격돌하였는데, 일본의 3대 통일자 중 한 명인 도요토미 히데요시의 아들 도요토미 히데요리를 정권의 계승자로 지지하는 세력(서군)이었고, 다른 한쪽은 유력 다이묘인 도쿠가와 이에야스를 지지하여 그가 정권을 잡도록 하려는 세력(동군)이었다.
이에야스가 이끄는 ‘동군’의 승리로 그는 오다 노부나가, 도요토미 히데요시와 함께 ‘일본 최후의 3대 통일자’(삼영걸)로 불리게 되었으며, 이후 일본의 최고 정치·군사 권위자인 쇼군(将軍) 직위에 오르게 되었다. 이를 통해 250년 이상 일본을 지배하게 되는 최후의 막부인 에도 막부가 성립하였다.
당시 전장에 참전한 병력 규모에 대해서는 정확히 알려져 있지 않으나, 대다수 연구자들은 약 17만~20만 명이 참전한 것으로 추정한다. 일부 학자는 이를 일본 역사상 최대 규모의 전투로 평가하기도 한다.

## 배경

### 임진왜란 이후 상황

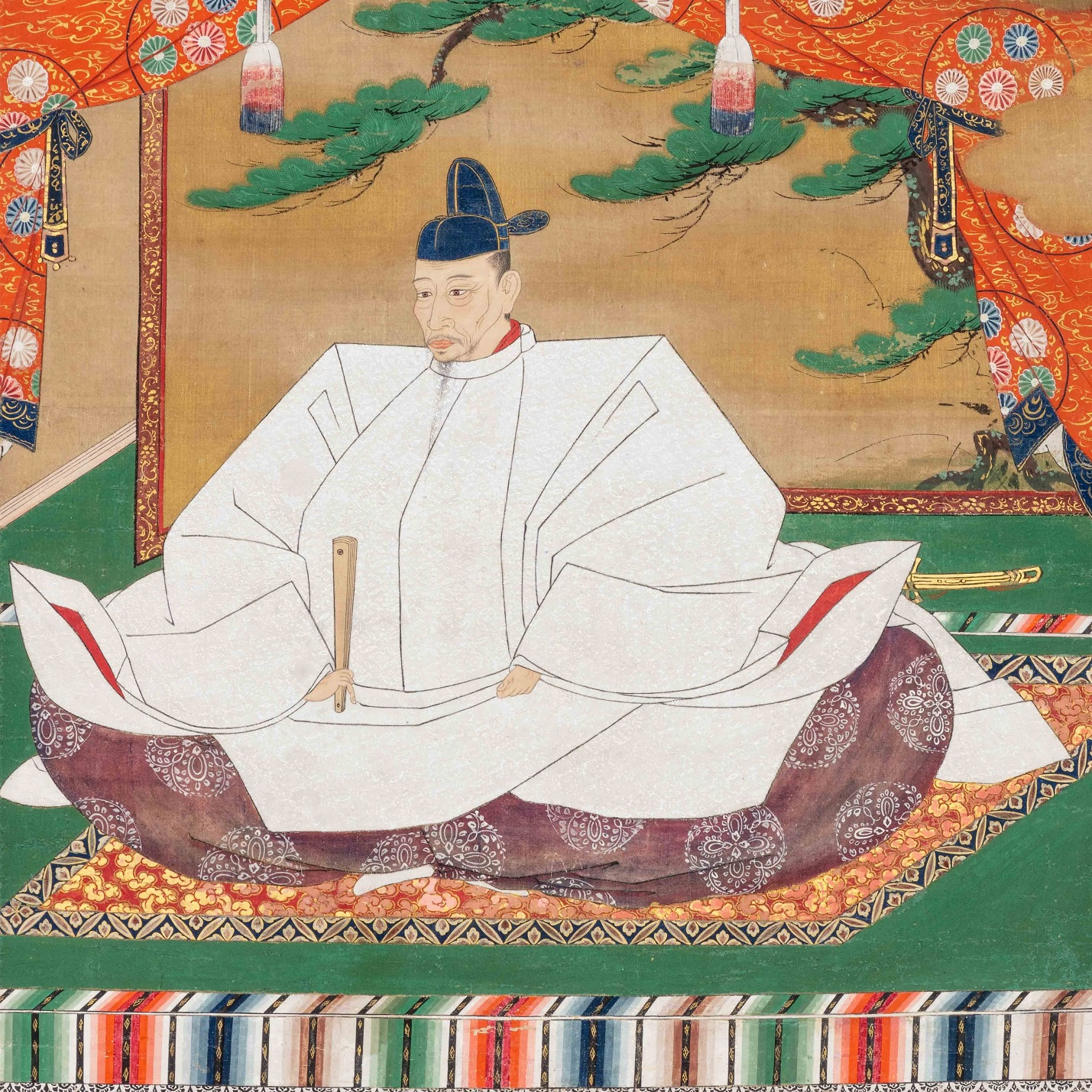
1598년 도요토미 히데요시의 사망은 커다란 권력 공백을 초래하였고, 이는 1600년 10월 21일 양대 세력이 충돌하는 결과로 이어졌다.

도요토미 히데요시는 오다 노부나가가 시작한 통일 사업을 완수하여 일본을 실질적으로 통일한 최초의 인물이었다. 노부나가는 혼노지의 변에서 주요 장수 중 한 명인 아케치 미쓰히데의 배신으로 사망하였다. 그러나 히데요시는 미천한 출신 때문에 쇼군이 될 수 없었다. 이에 그는 간파쿠(関白, 섭정)라는 비교적 낮은 지위를 받아들였고, 이후 양자 도요토미 히데쓰구에게 그 직위를 넘기고 자신은 태합(太閤, 퇴임한 간파쿠)이라 칭했다. 57세에 이르러 그는 친아들 도요토미 히데요리를 얻었고, 이에 히데쓰구에게 할복을 명했다. 자신의 사망 후 분쟁이 발생할 것을 우려한 히데요시는 도쿠가와 이에야스를 비롯해 마에다 도시이에, 우에스기 가게카쓰, 모리 데루모토, 우키타 히데이에로 구성된 ‘오대로’를 임명하여, 히데요리가 성년이 될 때까지 공동으로 정사를 맡도록 하고 자신과 같이 대우할 것을 맹세하게 했다.
1598년 히데요시가 사망하자 권력의 공백이 발생했다. 이에야스는 정략결혼을 통해 유력 다이묘들과 연합을 맺기 시작했으며,도쿠가와 이에야스는 도요토미 가문을 대신하여 싸우겠다고 주장하는 미쓰나리의 반대에 맞서 가토 기요마사와 후쿠시마 마사노리를 자신의 편으로 끌어들였다. 이에 반발한 5명의 봉행 중 한 명인 이시다 미쓰나리는 이에야스에 반대하는 세력을 규합하였다. 아무도 이에야스에 맞서려 하지 않자 미쓰나리는 암살을 계획했으나, 이를 알게 된 이에야스 측 장수들이 그를 제거하려 하였다. 미쓰나리는 여장을 하고 가마를 타고 오사카성으로 도피했고,  놀랍게도 직접 이에야스에게 도움을 요청했다. 이에야스는 그를 후시미성의 손님으로 받아들였으나, 1599년 봄이 되자 자신의 성인 사와야마성으로 돌아가라고 명했다.
미쓰나리의 암살 계획이 실패했음에도 불구하고 도시이에의 아들 마에다 도시나가는 그러한 음모에 연루되었다는 비난을 받았으나 논쟁 없이 평화롭게 도쿠가와 가문과 혼인 관계를 맺었다. 도요토미 히데요리의 섭정 중 한 명인 우에스기 가게카쓰는 군대를 증강하여 이에야스에 맞섰고, 이에야스는 교토에 우에스기 가게카쓰의 수상한 활동에 대한 해명을 요구했다. 이에 나오에 가네쓰구는 이에야스 자신이 히데요시의 명령을 위반했음을 지적하는 조롱 섞인 편지로 응수했다.
미쓰나리는 오타니 요시쓰구, 마시타 나가모리, 안코쿠지 에케이와 만나 반(反)도쿠가와 군대를 일으킬 것을 모의했으며, 이 군대의 총사령관으로 모리 데루모토가 임명되었다. 이 연합은 서군으로 불리게 되었다. 데루모토는 도쿠가와군의 주력이 우에스기 가게카쓰를 진압하러 가는 동안 즉시 진군하여 오사카성을 점령했다.

## 전투 직전의 상황

1600년 7월부터 10월까지 양군의 이동 경로

아이즈번의 다이묘 우에스기 가게카쓰는 영지 내에서 방어 시설을 신속히 신축·확장하기 시작했다. 이에야스가 그 이유를 묻자, 가게카쓰는 주요 가신을 통해 “도시의 사무라이들이 다도구를 모으는 동안, 시골 사무라이들은 무기를 모은다”라는 냉소적인 답변을 보냈다. 이에야스는 그에게 직접 출두하여 행동에 대한 해명을 하라고 명했으나, 아무런 응답이 없자 7월 12일 오사카에서 동맹들을 소집했고, 같은 달 24일에 이에야스와 그의 군은 오사카를 출발하여 아이즈로 향했다 가게카쓰는 이러한 정세를 알고 있었지만, 자신이 위험에 처하기 전에 이시다 미쓰나리와 그의 군이 이에야스를 공격할 것이라 판단하여 크게 우려하지 않았다. 가게카쓰는 선수를 쳐 공격하기로 결심했고, 이에 모가미 요시아키와 다테 마사무네 등 도쿠가와씨의 동맹이 즉각 반격하여 상황을 제압했다.
이에야스는 7월 25일 후시미성에서 잠시 머물렀는데, 그곳은 주요 가신인 도리이 모토타다가 수비하고 있었다. 두 사람은 그날 오후 담소를 나누며 술을 마셨다. 두 사람 모두 미쓰나리의 첫 번째 행동 중 하나가 이 성을 공격하는 것임을 알고 있었으며, 그렇게 된다면 모토타다가 승리할 가능성은 없다는 것도 잘 알고 있었다. 모토타다는 병력이 자신보다 열 배 많아야만 성이 함락될 것이라고 장담했다.
‘동군’이 목적지를 향해 행군하는 동안, 미쓰나리는 우키타 히데이에(미쓰나리의 측근), 시마즈 요시히로(사쓰마국의 다이묘), 고바야카와 히데아키, 나베시마 가쓰시게, 조소카베 모리치카, 오타니 요시쓰구 등 주요 공모자들을 사와야마성에 소집했다. 도쿠가와와 그의 군은 적군의 움직임을 주시하며 느린 속도로 전진했고, 8월 10일에 에도에 도착했다. 그곳에서 9월 1일까지 머문 뒤, 병력 5만 명을 이끌고 오야마 북쪽을 향해 재차 행군을 시작했다. 한편 오사카에서는 깃카와 히로이에가 미쓰나리가 자신의 번을 전투에 투입하지 않은 것에 불만을 품고, 전쟁 후 사면받는 조건으로 전투 중에 모리 가문이 편을 바꿀 것을 약속했다. 구로다 요시타카와 구로다 나가마사는 이러한 깃카와 히로이에와의 서신 교환에서 동군 대표로 활동했다. 깃카와 히로이에와 그의 고위 가신 후쿠바라 히로토시는 동군과의 협력에 대한 증거로 도쿠가와 측에 인질을 보냈다.

### 후시미성

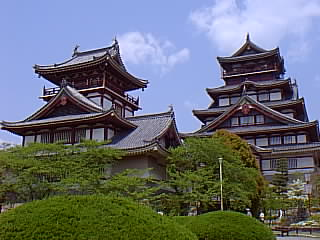
도리이 모토타다가 수비하던 후시미성은 1600년 9월 6일 ‘서군’의 포위에 함락되었다.

8월 27일, 서군의 병력이 후시미성에 도착했는데, 이는 도쿠가와 이에야스와 도리이 모토타다가 예상한 바였다. 서군에는 원래 도쿠가와 측에 가담했던 시마즈 요시히로도 있었으나, 성 입성을 허락하지 않은 모토타다의 모욕에 격분하여 서군으로 전향하였다. 성 안에는 고가국 출신의 닌자 백여 명이 있었으며, 일부는 성 내부에서 방어를 지원하고 나머지는 주변에서 유격전을 벌였다. 수비군은 4만 명의 공격군을 상대로 열흘을 버텼다. 이에야스가 나카센도를 따라 적군의 성들을 점령할 시간을 벌어야 했기 때문에 모토타다는 항복을 전혀 고려하지 않았다.
열흘 후, 미쓰나리가 한 병사의 아내와 아들을 십자가에 못박겠다고 협박하여 회유하자, 그는 성의 한 망루에 불을 질렀고, 이를 틈타 서군이 본성까지 돌입했다. 불타는 성 안에서 생존자는 200명뿐이었으며, 모토타다는 다섯 차례 역습을 감행하다가 병력이 10명만 남게 되었다. 결국 모토타다와 남은 부하들은 생포를 피하기 위해 할복했다 같은 날인 9월 6일, 미쓰나리 군은 마침내 성을 함락시켰으나 약 3천 명의 전사자를 냈다.

### 양군 이동
후시미성이 함락된 뒤, 서군의 동맹군은 오가키성에서 안전하게 합류한 뒤 북쪽과 동쪽으로 진군하여 도쿠가와 이에야스 군을 배후에서 공격하고, 그를 미카와국 영지에 고립시키려 했다. 9월 10일, 이에야스는 이미 에도로 돌아와 최종 결전을 준비하고 있었고, 15일에 이시다 미쓰나리와 그의 군이 오가키성에 도착하자 이에야스는 오사카로 복귀할 생각을 하였다. 기요스성과 기후성은 오가키성에서 약 24km 떨어져 있었으며, 나카센도와 도카이도 길목과 가까워 이를 장악하는 자가 교통로를 지배할 수 있었다.
기요스성은 도쿠가와 측 동맹인 후쿠시마 마사노리의 가신 오사키 겐바(적들에게 ‘귀신 겐바’라 불림)가 수비했고, 기후성은 오다 노부나가의 손자 오다 히데노부가 장악하고 있었는데, 그는 미쓰나리 측에 가담하고 있었다. 히데노부가 주는 위협을 인식한 이에야스는 후쿠시마 마사노리, 구로다 나가마사, 혼다 다다카쓰, 이이 나오마사, 호소카와 다다오키에게 1만6천 명을 맡겨 먼저 기요스성을 확보한 뒤 어떤 대가를 치르더라도 기후성을 함락하도록 명령했다. 이어 이케다 데루마사, 아사노 요시나가, 야마노우치 가즈토요에게 15,000명을, 그리고 장남 도쿠가와 히데타다에게 36,000명을 맡겨 나카센도를 따라 이동시키며 목표 달성을 확실히 하도록 했다.
도카이도 방면의 병력 31,000명은 9월 28일 기후성을 포위하였고, 다음 날 동군이 성을 점령했다. 히데노부는 전투 이후 이에야스가 거취를 결정할 때까지 한 사찰에 유폐되었다. 10월 7일, 이에야스는 3만 명의 군을 이끌고 에도를 떠나 서쪽으로 향했다. 불과 수백 명만을 대 40일이 걸렸던 이전 이동과 달리, 이번에는 같은 거리를 단 2주 만에 주파했다.

## 전투 진행
9월 15일 동서 양군은 세키가하라에 집결했다. 동군 82,000명, 서군 104,000명, 도합 18만이 넘는 병력이 좁은 세키가하라의 분지에 집결했다고 한다.
메이지 시대 군사고문으로 일본을 찾았던 독일의 클레멘스 메켈 소령은 세키가하라에서의 양군의 포진을 접하고 서군의 승리를 장담했다고 한다. 그만큼 서군 측은 미쓰나리가 있던 사사오 산(笹尾山), 우키타 히데이에가 있던 덴만 산(天満山), 고바야카와 히데아키(小早川秀秋)가 있던 마쓰오 산(松尾山), 그리고 모리 히데모토(毛利秀元)가 포진한 난구 산(南宮山)을 연결하는 전선으로 동군을 감싸 안은 학익진(鶴翼の陣)을 형성하고 있다는 점에서 지형적 이점을 차지하고 있었다. 반면 동군은 골짜기에 갇혀 꼼짝 못하는 상황이었다. 이 때문에 서군은 승리를 자신했다. 하지만 동군 역시 이럼에도 불구하고 승리를 장담했는데 그것은 서군쪽의 다이묘들간의 불화가 극심하다는 것을 동군측에서 알고 있었기 때문이였다. 분명 정상적인 군대간의 전투였다면 동군이 이길 수 없는 상황이였으나 서군의 조직력은 이미 군대라고 할 수 없을 정도로 와해된 상태였다. 물론 이 점을 염려한 오타니 요시쓰구는 이를 보완하기 위해 명망이 없는 이시다 미쓰나리 대신 명망이 있는 모리 데루모토를 총대장으로 옹립하여 보완책을 강구했으나 결과적으로 별 소용이 없었다.
세키가하라는 이른 아침부터 깊은 안개가 생겨 근처 아군의 모습도 보이지 않았다. 그런 와중에 이에야스로부터 선봉의 약속을 받은 후쿠시마 마사노리는 곧바로 개전의 기회를 엿보고 있었다.

### 전투 개시
짙은 안개 속에 양군은 2시간 정도 대치가 계속되었다. 서서히 안개가 걷힐 때쯤 후쿠시마 부대의 옆을 마쓰다이라 다다요시의 소부대와 이이 나오마사가 박차고 나갔다. 이에야스로부터 선봉을 맡고 있었던 후쿠시마 마사노리는 급히 그들을 저지하고 이유를 묻자, “정찰”이라고 말하면서 후쿠시마 부대 전방으로 나아갔다. 마쓰다이라 다다요시의 소부대는 돌연 서군의 주력인 우키타 히데이에 부대를 향해 발포하고, 여기서 세키가하라 전투의 서막이 열리었다.
이 공격에 대해 우키타 부대는 즉시 응사했고, 세키가하라는 순식간에 격전의 장소로 변했다. 후쿠시마 마사노리 부대 6,000명과 우키타 히데이에 부대 17,000명은 치고받으면서 양쪽은 한 걸음도 물러서지 않았고, 구로다 나가마사 부대 5,400명, 호소카와 다다오키 부대 5,100명 등은 일제히 미쓰나리를 향해 공격에 나섰다. 미쓰나리 부대도 휘하의 시마 기요오키와 가모 사토이에(蒲生郷舎)의 분전으로 공격해온 적을 격퇴했다. 그리고 서군의 오타니 요시츠구는 동군의 도도 타카토라와 맞붙게 된다. 하지만 이에야스는 이미 고바야카와 히데아키 등에게 배신을 약속받은 데다가 서군의 다이묘들간에 불화가 극심하다는 것을 알고 있었으며 특히 서군의 다이묘 중 불화의 중심이 되는 이시다 미쓰나리가 있다는 것을 알게 된 도쿠가와 이에야스는 계속되는 패배에도 불구하고 승리를 확신했다. 그래서 도쿠가와 이에야스는 계속 패배를 당함에도 불구하고 병력을 뒤로 물리지 않고 그냥 싸우도록 내버려 둔 것이였다.
미쓰나리는 전투를 시작한 후 2시간을 경과할 때쯤 아직 참전하지 않은 무장들에게 전투에 참여할 것을 촉구하는 노로시(狼煙; 말하자면 봉화)를 올렸다. 거기에 시마즈 부대에 응원 요청의 사자를 보냈다. 서군의 총병력 중 전투를 벌이던 병력은 겨우 35,000명에 불과했기에 전투 상황을 유리한 상황으로 옮길 수 있었다. 여기서 마쓰오 산(松尾山)의 고바야카와 부대와 난구 산의 모리 부대가 동군의 측면과 배후를 공격한다면, 정확하게 말하자면 고바야카와 부대 등이 임진왜란 당시 보여준 무능한 모습만 보이지 않는다면 서군의 승리는 확정적이 될 것은 당연한 것이었다. 사실 행주산성 전투에서도 이와 비슷하게 한강으로 몰아넣은 일본군(이 전투 당시 일본군의 지휘관은 가토 기요마사를 제외한 모두가 서군)이였으나 권율에게 일방적으로 패퇴한 전력이 있었다.
그러나 시마즈는 응원 요청을 거부했다. 또한 모리 히데모토는 깃카와 히로이에(吉川広家)에게 길이 막혀 참전할 수 없었다. 깃카와 히로이에는 모리 가문 소유의 영지를 보장한다는 조건으로 이에야스 측과 내통하고 있었다.

### 고바야카와 히데아키의 배반
정오가 지나자, 이에야스는 배반을 약속했던 고바야카와 히데아키 부대가 움직이지 않는 것을 보고 초조해한 끝에 마쓰오 산을 향해 위협사격을 가하라고 명령했다. 당시 선대 고바야카와 다카카게와 안코쿠지 에케이의 친분, 도쿠가와 이에야스의 인격과 이시다 미쓰나리의 성격상의 결함 등을 저울질하며 어떻게 해야 할지 고민하던 고바야카와 히데아키는 이에야스의 독촉을 받고 뜻을 결정하여 마쓰오 산을 내려갔다. 결국 히데아키는 선대 고바야카와 다카카게와 안코쿠지 에케이의 친분을 무시해버리고 만다.
고바야카와 부대는 오타니 요시쓰구 부대 우익을 공격하였다. 요시쓰구는 히데아키의 배반을 예측하여 온존하게 남아 있던 500명의 직속부대로 맞서 싸워 15,600명의 고바야카와 군을 300미터 정도 후퇴시켰다. 이때 고바야카와 군 무장인 마쓰노 시게모토(松野重元)는 “방패 속의 반역은 무사로써는 절대 있을 수 없는 일”이라면서 한 부대를 이끌고 방관했다. 이것이 고바야카와군의 후퇴의 원인이었다. 그런데 도도 다카토라 등의 모반책에 따라 그때까지 관망하던 와키자카 야스하루, 오가와 스게타다, 아카자 나오야스, 구쓰키 모토쓰나 등의 서군 여러 부대도 고바야가와 군에 호응하여 동군으로 돌아섰다. 사실 동군으로 돌아서기 이전 이미 와키자카 야스하루 등도 도쿠가와 이에야스와 이시다 미쓰나리를 저울질하고 있었다. 사실 와키자카 야스하루는 이시다 미쓰나리가 행주산성 전투에서 자신의 부대를 똑바로 지휘하지 못하고 무능한 모습을 보인 끝에 대패한 것을 알고 있었기 때문에 같이 임진왜란에 참전한 바 있는 와키자카 야쓰하루로서는 이시다 미쓰나리를 신뢰할 수가 없었다. 이시다 미쓰나리 수준의 무능함이면 자멸할 것이 뻔했기 때문이였다. 예측하지 않았던 4부대의 배신으로 치열한 난전이 순식간에 동군의 압도적인 우세로 변하게 되었다. 서군은 유리한 학익진을 형성하였고 동군을 골짜기에 가둬놓았지만, 학익의 날개 부분에 해당하던 상당수의 무장이 배신하거나 방관하는 자세로 일관하게 되어 전투는 서군 내에서의 내분과 동군의 맹렬한 공격으로 인해 순식간에 전황이 역전되었고, 거기에 시마즈 요시히로와 모리 데루모토 등 중요한 역할을 해야 하는 서군 측 다이묘들이 따로 놀면서 엉뚱한 행동들을 했기 때문에 종국에는 도쿠가와 이에야스가 이끄는 동군이 대승을 거두었다.

### 서군의 패배
서군의 자멸 속에서 시마즈 요시히로 부대는 일제히 사격을 퍼붓고는 곧장 이에야스 본진을 통과하면서 철수하는 이른바 “전진철수”를 개시했다. 이 행동에 후쿠시마 부대는 그대로 그들을 보내주었으나, 이들을 쫓았던 부대 중 이이 나오마사와 마쓰다이라 다다요시는 저격을 당해 부상을 입었고, 혼다 다다카쓰는 타던 말이 총에 맞아 낙마했다. 시마즈 부대는 시마즈 도요히사(島津豊久)와 아다 모리아쓰(阿多盛惇)의 희생으로 약 80기 전후의 소수만이 살아남아 철수에 성공했다. 모리아쓰는 요시히로가 히데요시에게 선물 받았던 진바오리(陣羽織)를 몸에 걸치고, 요시히로 대신 “효고두, 무운이 다하여 여기서 최후를 맞이하겠다.”라고 말하면서 할복했다고 전해진다. 다른 서군 부대는 괴멸하여 패주했다.

## 지역별 파급 효과
세키가하라 전투가 벌어지는 동안 전국 각지에서도 동군, 서군을 각각 지지하던 센고쿠 다이묘들 사이에 교전이 벌어졌다.

### 도호쿠
아이즈 정벌에 관해선 호리 히데하루의 참언 때문이라는 게 정설이었으나, 근년에 들어 히데하루가 서군 측에 가담하려는 의사를 표시한 편지 등이 발견되었다. 이에야스는 미쓰나리 거병으로 인해 회군할 때 유키 히데야스를 주력으로 남기고, 우에스기 영지와 맞닿아 있던 모가미 요시아키와 그 주변의 히데하루, 다테 마사무네에게 가게카쓰의 감시를 명령받았다.
이때 바다가 욕심나던 모가미 요시아키는 이것을 호기로 보고 우에스기 영지에 대해 마사무네와 모의하여 침공하려고 기도했으나 이를 알아챈 우에스기가의 중신 나오에 가네쓰구로부터 선제 공격을 받았다. 9월 9일 요네자와성(米沢城) 방면에서 모가미 영지를 압박해 들어간 나오에 가네쓰구 군은 수일 만에 모가미 요시아키의 거성 야마가타성을 고립시켰다.
다테 마사무네는 동군에 가담하면서 도쿠가와 이에야스로부터 전투에 승리한 후에는 마사무네의 옛 영지 7군(郡)을 더해 100만 석의 영지를 내려주겠다는 약속을 받았다. 다테 군은 우에스기 영지인 시로이시성(白石城)을 공격해 점령했다. 모가미 요시아키는 빠른 침공에 놀라 마사무네에게 원군을 요청했다.
다테 가문 내에서는 “우에스기 군과 모가미 군을 서로 싸우게 한 뒤 피로해진 우에스기 군을 공격하면 쉽게 물리칠 수 있고, 그 다음엔 야마가타도 힘들이지 않고 손에 넣을 수 있다.”라고 중신 가타쿠라 가게쓰나가 진언하였으나, 모가미가 괴멸은 우에스기 가게카쓰의 위협을 그대로 받게 되는 것이었기에(일설에는 야마가타 성에 살던 모친을 마사무네가 걱정했다는 말도 있다) 루스 마사카게을 총대장 대리로 내세워 9월 17일 원군을 보냈다. 마사무네의 원군이 가세하고, 가네쓰구 군이 사케노베 히데쓰나(鮭延秀綱)의 용맹에 눌려 시무라 미쓰야스(志村光安)가 소수 병력으로 수비하던 하세도 성(長谷堂城)을 공략하지 못하자 전황은 교착상태에 빠지게 되었으나, 9월 29일 세키가하라 전투의 소식이 양군 진영에 전해지자, 흐름은 일거에 모가미 군에게 기울었다.
가네쓰구는 즉시 철수를 명령했고, 자신은 후군을 맡아 철수는 개시했다. 한편 요시아키는 곧바로 추격을 명령하고 직접 맹공에 나섰다. 이 추격전은 대혼전이 벌어져, 요시아키는 투구에 총탄을 맞을 정도로 크게 고전하였으나, 모가미 요시야스 등의 군세가 달려와 어려움을 벗어났다. 가네쓰구 군은 10월 4일 요네자와 성으로 귀환했다. 이 전투를 하세도 성 전투라고 부른다.

### 호쿠리쿠
마에다 도시나가는 우에스기가 공격을 지원하기 위해 7월 26일 가네자와(金沢)를 출발해 8월에 야마구치 무네나가(山口宗永)가 지키던 다이쇼지성(大聖寺城)을 포위하고 3일 만에 함락시키고 아오키 가즈노리(青木一矩)의 기타노쇼성(北ノ庄城)을 포위했다. 그러나 “오타니 요시쓰구의 대군이 후방에서 다가온다.”라는 헛소문(요시쓰구 자신이 흘려보냈다는 얘기가 있다)을 듣고 놀라서 급히 가네자와로 회군하였다.
도시나가는 도중 군대를 둘로 나눠 니와 나가시게(丹羽長重)가 지키던 고마쓰성(小松城)에 별동대를 보냈다. 8월 9일 나가시게는 농성군을 이끌고 별동대를 기습해 별동대를 격파하고 뒤이어 도시나가의 본대도 기습을 가해 도시나가에게 큰 피해를 입혔다. 그러나 교착상태에 빠진 나가시게는 서로 화친을 맺고, 고마쓰 성을 다음날 도시나가에게 넘겨주었다. 겨우 가네자와에 돌아온 도시나가는 급히 군을 재정비하고 9월 12일에 다시 가네자와를 출발했으나, 결국 세키가하라에 도착하지 못했다. 이때 다이쇼지 성 공격에 참가했던 동생 마에다 도시마사는 거성인 나나오성(七尾城)에서 농성하며 움직이지 않고, 동군에는 가담하지 않았다. 도시마사는 계속 서군에 참가할 것을 주장했기에 결과적으로 전투 후 영지를 몰수당하는 불행한 일을 당한다.

### 기나이
단고 다나베성에는 호소카와 유사이가 아들 다다오키가 출진한 뒤 병사 500명과 함께 성을 지키고 있었다. 이곳을 서군 측에 가담한 후쿠치야마성(福知山城) 성주 오노키 시게카쓰(小野木重勝)를 총대장으로 한 고이데 히데마사(小出秀政), 요시마사(吉政) 부자, 아카마쓰 히로히데(赤松広秀) 등이 15,000여 병력을 이끌고 와서 다나베 성을 포위했다. 양쪽의 전투가 벌어졌으나, 서군 측 여러 무장 중에는 유사이에게 와카(和歌)의 배웠던 다니 모리토모(谷衛友)란 자도 있어, 격렬한 전투는 벌어지지 않았다고 전해진다.
그러나 전황은 서서히 유사이에게 불리한 상황이었다. 죽음을 각오한 유사이는 비전의 “古今伝授”의 증서를 제자인 하치조노미야 도시히토 친왕(八条宮智仁親王)에게 의탁하기로 결심하고, 증서 일체를 하치조노미야에 헌상했다. 이 일이 하치조미야에서 고요제이 천황의 귀에 들어가자 유사이의 상실을 두려워한 고요제이 천왕은 마에다 겐이를 통해 서군 측에 성을 넘겨주라는 칙명을 보냈다. 그러나 서군 측에는 그런 의사는 없었고, 또한 유사이도 성을 넘겨주는 것을 거절했다. 9월 12일쯤에 이르러 고요제이 천황은 나카노인 미치카쓰(中院通勝), 가라스마루 미쓰히로(烏丸光広), 산조니시 사네키(三条西実枝)등 세 명을 칙사로서 다나베 성으로 보내 유사이에게 화의에 응하도록 설득해 9월 18일 오노키에게 성을 넘겨주고 퇴거했다.
그러나 유사이 퇴거 직후, 시게카쓰는 세키가하라 전투의 패배 소식을 전해 듣자, 시게카쓰는 후쿠치야마 성으로 돌아갔으나, 순식간에 승리의 여세를 몰아 달려온 타다오키와 배반한 다니 등의 군대에 포위당해 시게카쓰는 목숨을 탄원했으나 11월 18일 자결하고 말았다.

### 시코쿠
이요에서도 동군에 가담한 가토 요시아키라의 마쓰마에성(松前城)을 모리 군이 공격을 가했다. 무라카미 다케요시(村上武吉), 무라카미 모토요시(村上元吉) 등 이요에 인연을 가지고 있던 모리 가신들은 옛 영지 회복을 목표로 히라오카 나오후사(平岡直房), 소네 다카후사(曽根高房) 등이 미쓰하마(三津浜)에 상륙해 진지를 구축했다. 마쓰마에 성에 항복을 요구했다가 가토가의 수비대장인 쓰구다 가쓰나리(佃十成)의 야습을 받고, 무라카미 모토요시, 소네 다카후사가 전사하고 말았다. 그 후에도 모리 측이 불리함이 계속돼 세키가하라의 서군 측 패배를 접하고 모리 군은 후퇴했다.

### 규슈
규슈에서는 구로다 조스이, 가토 기요마사, 나베시마 나오시게 등이 본국에 머물고 있었고, 기요마사와 나오시게는 당초 중립을 지켰기에 적극적으로 움직인 사람은 동군에 가담한 조스이뿐이었다. 조스이는 나카쓰 성(中津城)에 모아둔 금과 병량을 아끼지 않고 풀어서 이것을 미끼로 모은 낭인을 중심으로 약 3,500여 명의 군대를 만들었다.
한편 서군 측에서는 동서 대결의 상황을 지켜보지 않고 데루모토의 지원을 받아 분고 탈환을 노리던 오토모 요시무네가 있었다. 9월 9일 요시무네는 추방된 이래 오랜만에 분고의 땅을 밟고, 오토모 옛 신하들을 모아 이시오키하라(石垣原)에서 조스이 군과 대치했다. 9월 13일 양군이 격돌하여 격전을 벌여 요시무네 군의 용장이 전사하는 등 패색이 짙자 9월 15일 요시무네는 출가하여 모리 다헤에(母里太兵衛)의 진지에 출두하여 조스이 군에 항복했다. 조스이 군에 가담하기 위해 구마모토성을 나온 기요마사는 조스이 군이 승리했다는 소식을 듣고, 군대를 돌려 서군 측의 고니시 유키나가의 영토를 침공했다.
조스이 군은 이후에도 기타큐슈 여러 성을 함락하고, 세키가하라에서 귀환한 다치바나 무네시게가 지키던 야나가와성(柳川城)을 기요마사, 나오시게와 더불어 포위하여 무네시게를 항복시켰다. 조스이 연합군은 마지막으로 시마즈가 공격을 계획하고, 유키나가의 영지에 남아있던 수비대장이 시마즈 요시히사에게 구원을 요청하자 요시히사는 이에 응하여 군대를 파견하는 등 규슈의 긴장은 최고조에 달했으나, 시마즈 공격 직전 이에야스로부터 전투 중지 명령이 내려와 시마즈 공격은 중지되었다.

### 기타 지역
간토
사타케 요시노부는 아버지 사타케 요시시게의 “동군에 가담해야 한다.”라는 의견과 자신과 미쓰나리의 친교 사이에서 갈등하고 있어서 애매한 태도로 일관했다. 휘하의 다가야 시게쓰네(多賀谷重経)와 작인 세력 야마가와 도모노부(山川朝信), 소마 요시타네(相馬義胤)는 가게카쓰와 손을 잡고 있었다.
이세
세키가하라에서 진출하여 북상하던 모리 군은 도중에 있던 아노쓰성 등 이세의 여러 성을 공격했다. 아노쓰성의 도미다 노부타카(富田信高)는 항복하여 출가하고, 마쓰사카 성의 후루다 시게카쓰는 화친을 맺어 시간을 끌었다.

## 세키가하라 전투 병풍화

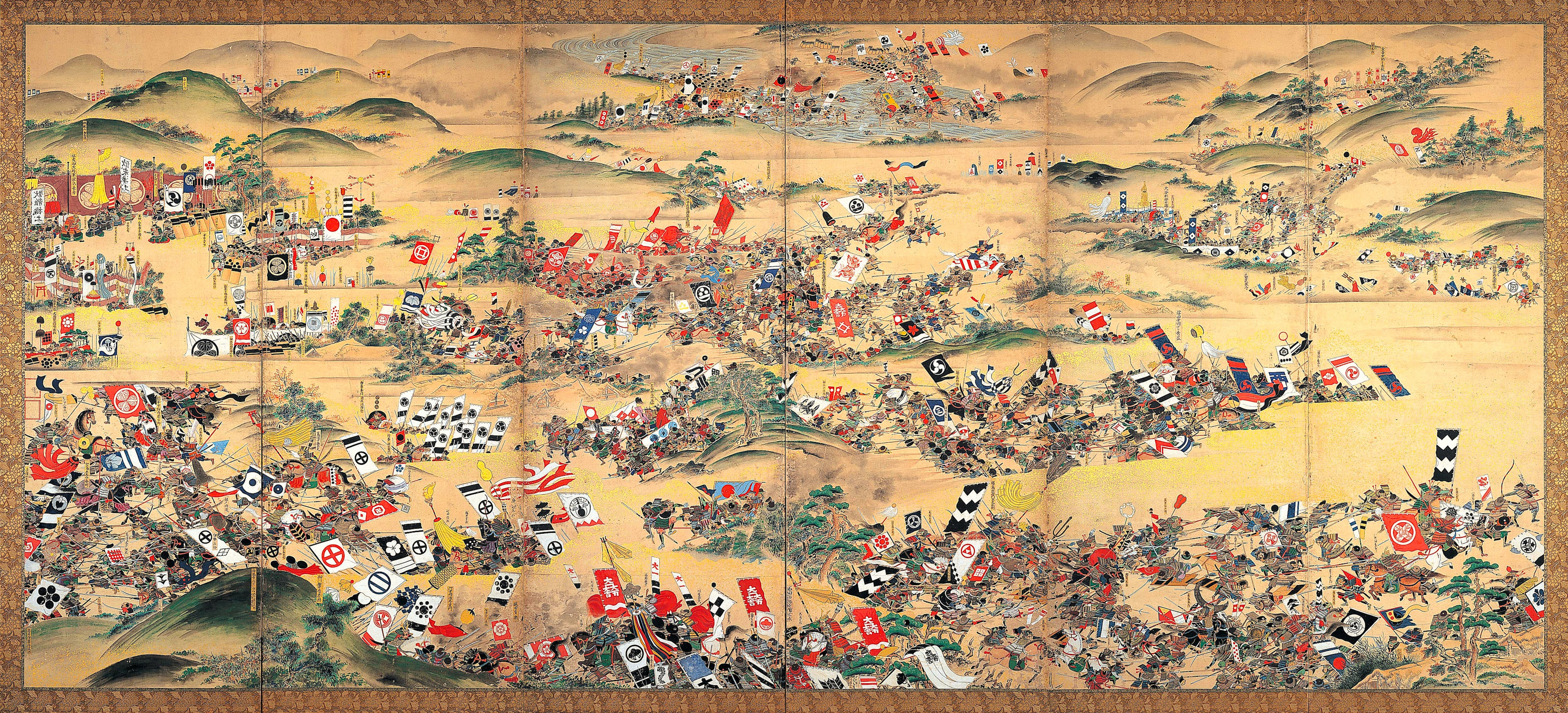
기후시 역사박물관 소장 '세키가하라 전투 병풍(에도 시대 후기)
세키가하라 전투도 병풍(6곡 한 척) 기후 세키가하라 옛 전장 기념관 수장 (에도 시대 후기)

## 세키가하라 옛 전장
세키가하라정, 기후현은 옛 전장을 관광에 활용하기 위한 PR활동이나 정비했으며, JR 세키가하라역에서는 동군과 서군 주요 무장의 이름이 적힌 '옛 전장의 마을 세키가하라'라는 제목의 간판이 걸려 있다.. 가마타구미의 유명한 전쟁터인 게티즈버그(미국)이나 워털루(벨기에)와 '자매 옛 전장 협정'을 맺고 있다..

## 참고 문헌
- 후지이 지자에몬, 《세키가하라 합전》 (세키가하라 관광 협회)
- 후지이 지자에몬, 《세키가하라 합전 사료집》 (신진부쓰오라이샤)
- 가사야 카즈히코, 《세키가하라 합전, 사백년의 수수께끼》 (신진부쓰오라이샤)
- 시로미즈 다다시, 《도설(図説) 세키가하라의 합전》 (기후 신문사)
- 후타키 겐이치, 《세키가하라 합전》 (츄코신쇼)
- 宮川尚古「関原軍記大成1~4」（国史研究会）